# Pierre-François Jamet
Pierre-François Jamet (Frênes, 12 septembre 1762 - Caen, 12 janvier 1845) est un prêtre réfractaire, restaurateur de l'Institut des sœurs du Bon-Sauveur de Caen et recteur de l'Université de Caen de 1822 à 1830. Il est proclamé bienheureux par saint Jean-Paul II le 10 mai 1987.

## Biographie
Pierre-François Jamet naît le 12 septembre 1762 à Frênes en Normandie, dans le diocèse de Séez, de Pierre Jamet, laboureur au lieudit la Villière, et de Marie Madeleine Busnot. D'une famille aisée, il a huit frères et sœurs dont deux devinrent prêtres et une religieuse. En 1777, il est admis en 4ème, au collège de Vire. Le 9 octobre 1782, il entre à l'université de Caen pour faire ses études supérieures de théologie et de philosophie. En 1784, il entre au séminaire des Eudistes de Caen.
Ordonné prêtre le 22 septembre 1787, il est nommé le 19 novembre 1790 chapelain et confesseur des religieuses du Bon Sauveur de Caen.
Le 21 janvier 1791, il refuse de prêter serment à la Constitution civile du clergé, ce qui lui vaut d'être arrêté et jugé le 2 septembre 1791, mais relâché à condition de se présenter au premier appel. À partir de ce moment, il entre dans la clandestinité. Jusqu’au 18 Brumaire (9 novembre 1799), « il passe, en aller et retour, d’une cachette à l’autre, autour de Caen, et surtout à Hérouville, venant dire la messe à ses petites sœurs, où allant célébrer des messes, de nuit, dans des granges, baptisant et mariant clandestinement. »

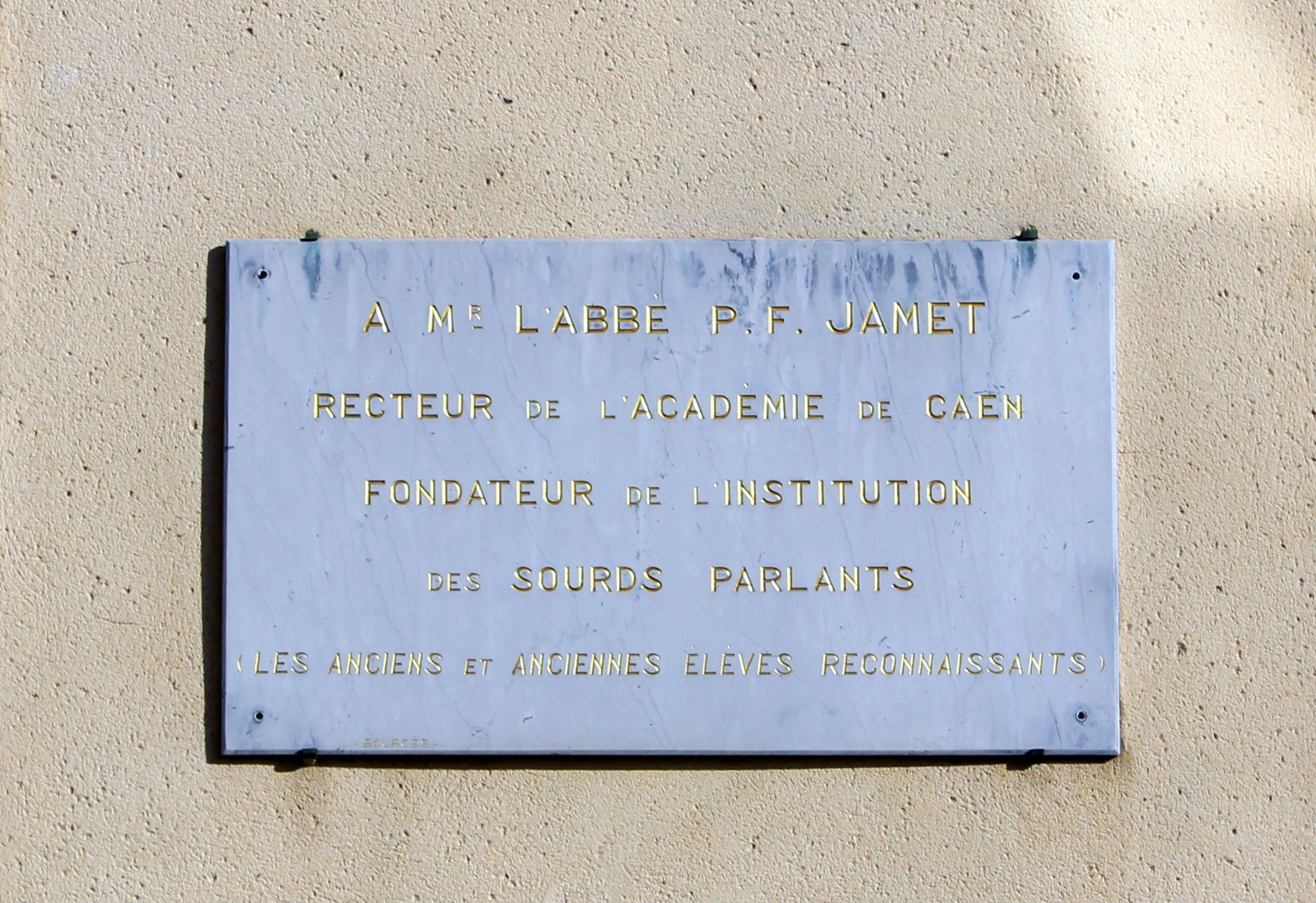
Plaque en hommage à l'abbé Jamet sur la façade du Bon sauveur

Après la Révolution, il met tous ses efforts pour restaurer et développer l'institut du Bon Sauveur, à tel point que les sœurs l'avaient surnommé le « second fondateur ». En effet, il parvient dès 1804 à racheter et restaurer l'ancien couvent des Capucins où il peut réinstaller les 16 sœurs qui avaient survécu à la persécution. 
En septembre 1815, il donne pour la première fois des leçons à deux jeunes filles atteintes de surdité. Il se forge sa propre méthode qu'il expose devant l'Académie des sciences, arts et belles lettres de Caen et fonde en 1816 un établissement pour les sourds et muets au sein du Bon-Sauveur.
Parallèlement, il est nommé Recteur de l'Université de Caen, tâche dont il s'acquitte avec fermeté et humanité[C'est-à-dire ?] de 1822 à 1830.
Il meurt le 12 janvier 1845.

## Œuvre
Avec les sœurs du Bon Sauveur, Pierre-François Jamet se consacre au soin des handicapés physiques et mentaux, spécialement des sourds.
Cherchant à s'occuper tout particulièrement des malades atteints de ce handicap, il part à Paris pour rencontrer des spécialistes, et progressivement, il met au point sa propre méthode d'apprentissage du langage des mains, afin de permettre aux sourds une meilleure intégration dans la société qui considère alors cette pathologie comme une maladie mentale irrécupérable.
Il publie deux mémoires et un rapport sur le sujet.

## Béatification, fête
- Pierre-François Jamet est béatifié le 10 mai 1987 par le pape Jean-Paul II.
- Sa fête est fixée au 12 janvier.

## Sources
- Osservatore Romano, 1987, no 22, p. 1-2.
- Documentation Catholique, 1987, p. 690.